# Skisprungschanze

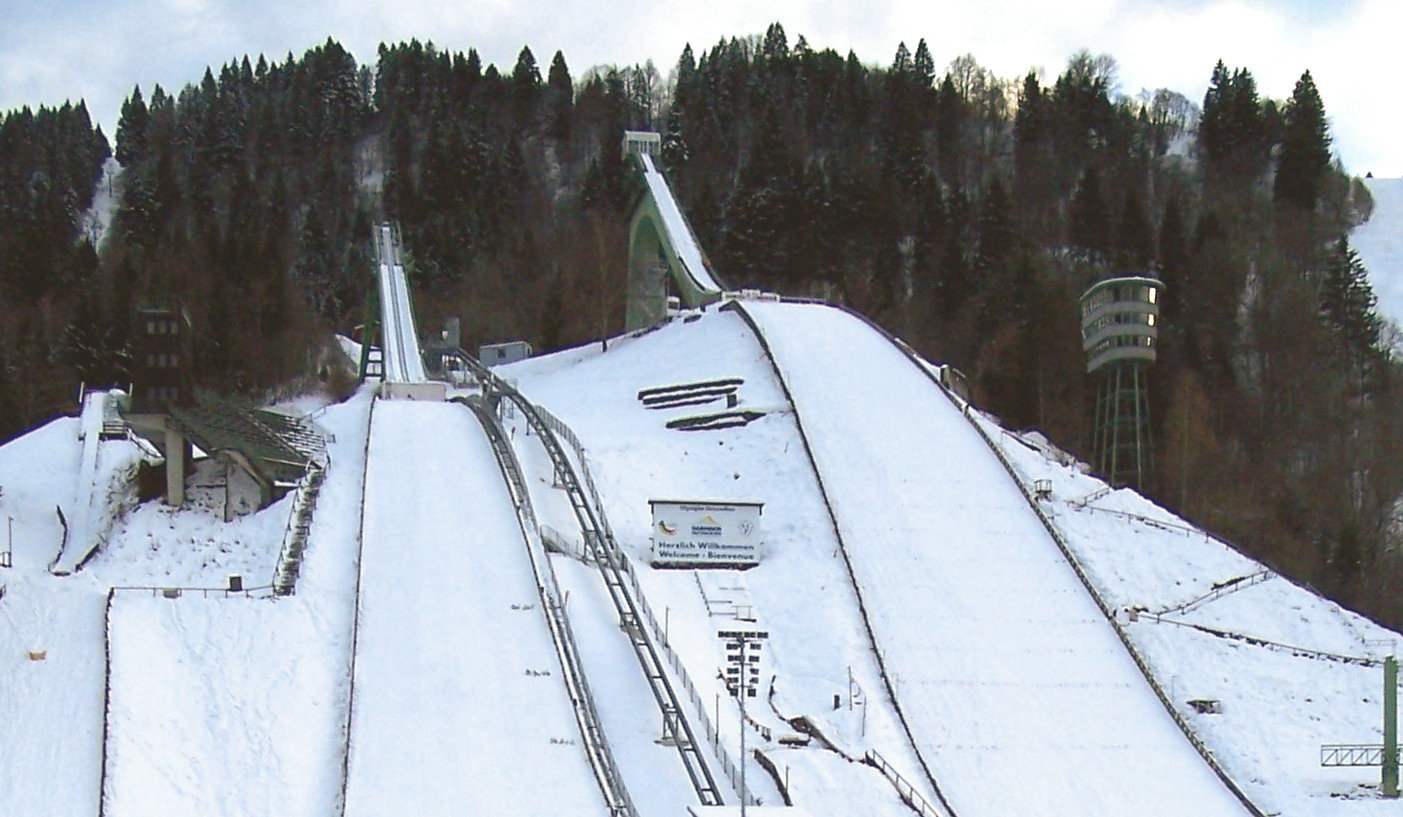
Die alte Große Olympiaschanze in Garmisch-Partenkirchen

Eine Skisprungschanze oder Skischanze ist eine Sportstätte und neben den Sprungskiern das maßgebliche Sportgerät für den Skisprung-Sport. Manchmal wird auch das norwegische Wort Bakken verwendet.
Sprungschanzen für Spitzensportler liegen an steilen Berghängen und erlauben – bei entsprechender Länge und Höhenunterschied – Sprünge von über 100 Metern. Ab einer Schanzengröße (Hillsize) von 185 m und einem Konstruktionspunkt von mindestens 145 m spricht man von Skifliegen.

## Aufbau

### Anlaufbahn

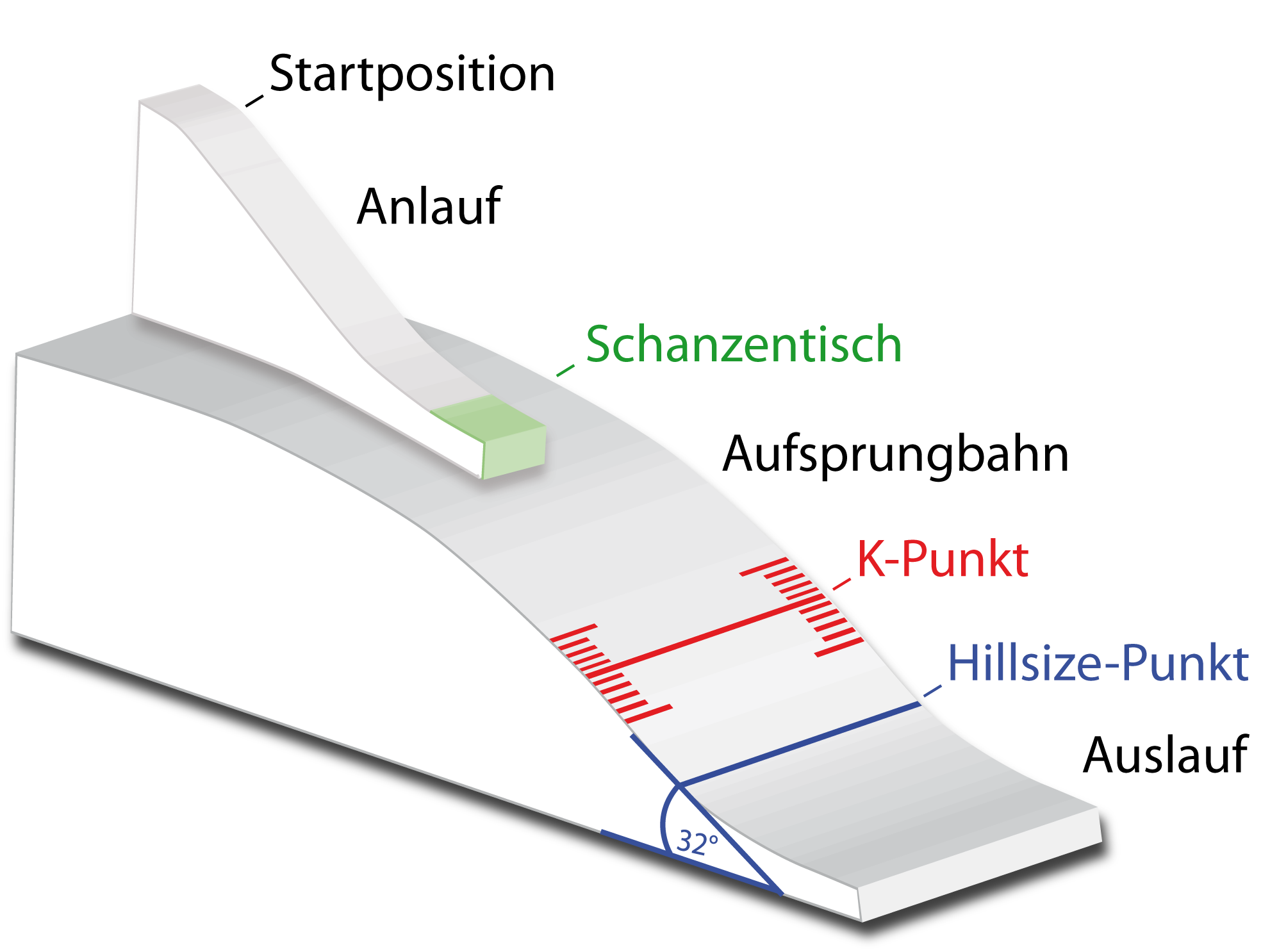
Schema einer Skisprungschanze

Längsprofil einer Schanze.
A oberster Startplatz, B unterster Startplatz.
P Beginn Landezone, K K-Punkt, L Ende Landezone (Hillsize-Punkt). HS Hillsize.

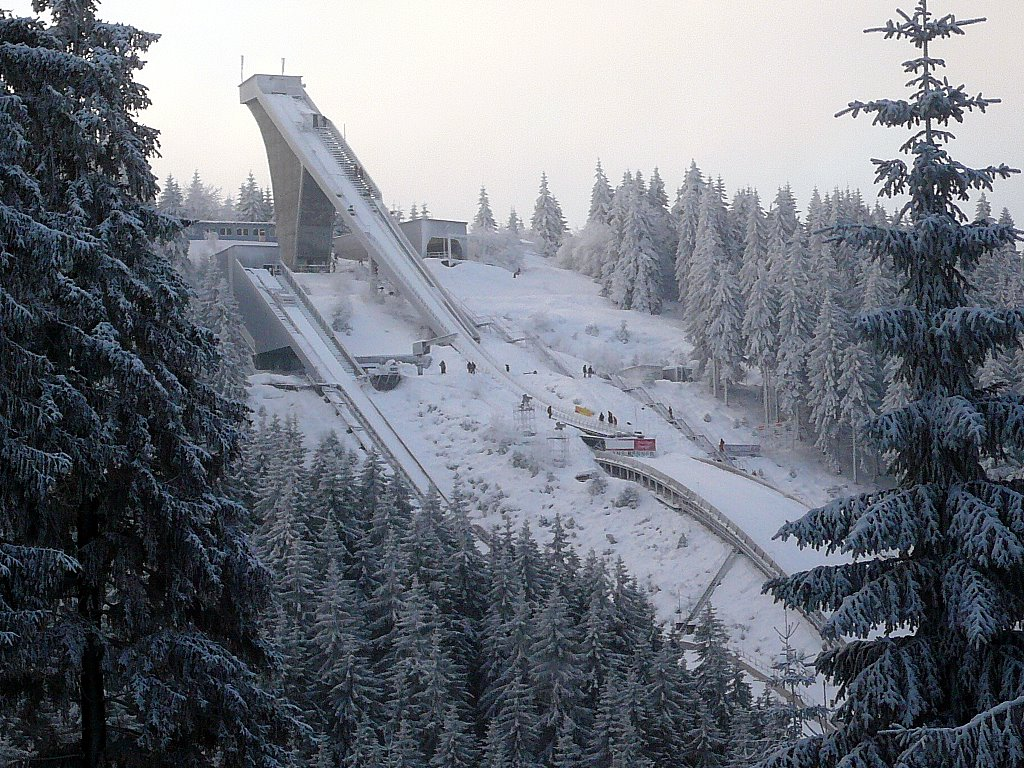
Die Anlauftürme der Schanzenanlage im Kanzlersgrund

Der Anlauf findet auf der Anlaufbahn statt. Diese wird meist auf einem künstlichen Turm errichtet, bei Naturschanzen direkt am Berghang. Die Länge des Anlaufs kann variiert werden, indem der Ausstieg (die Luke oder englisch das Gate) gewechselt oder indem der Startbalken, auf dem der Skispringer vor dem Beginn des Sprunges sitzt, verschoben wird. Nach seinem Erfinder Wolfgang Happle wird der Startbalken auch Happle-Balken genannt.
Am Ende der Anlaufbahn befindet sich der Schanzentisch, der üblicherweise ca. 10 Grad nach unten geneigt ist. Am Schanzentisch erfolgt der Absprung.

### Aufsprungbahn
Am Ende des Schanzentischs beginnt die Aufsprungbahn. Für die Landungen ist ein relativ kleiner Abschnitt der Aufsprungbahn vorgesehen, die Landezone (auch Landebereich oder Aufsprungbereich genannt). Die Aufsprungbahn ist näher am Schanzentisch konvex und weiter zum Auslauf hin konkav gekrümmt. Der Übergang zwischen den beiden Krümmungen ist der Beginn der Landezone. An dieser Stelle ist das Gefälle maximal, danach wird es immer flacher. Die Landezone endet am Hillsize-Punkt. Innerhalb der Landezone liegt der K-Punkt, der für die Ermittlung der Weitenpunkte herangezogen wird.
Je weiter der Sprung, desto schwieriger wird die Landung, da mit zunehmender Abflachung der Bahn die bei der Landung wirkenden Kräfte stärker werden.

### Auslauf
Der Auslauf ist der mitunter leicht ansteigende Bereich zum Abbremsen der hohen Geschwindigkeit. Hier finden hinter einer Absperrung die Zuschauer Platz.

## Größeneinteilung

### Größenklassen

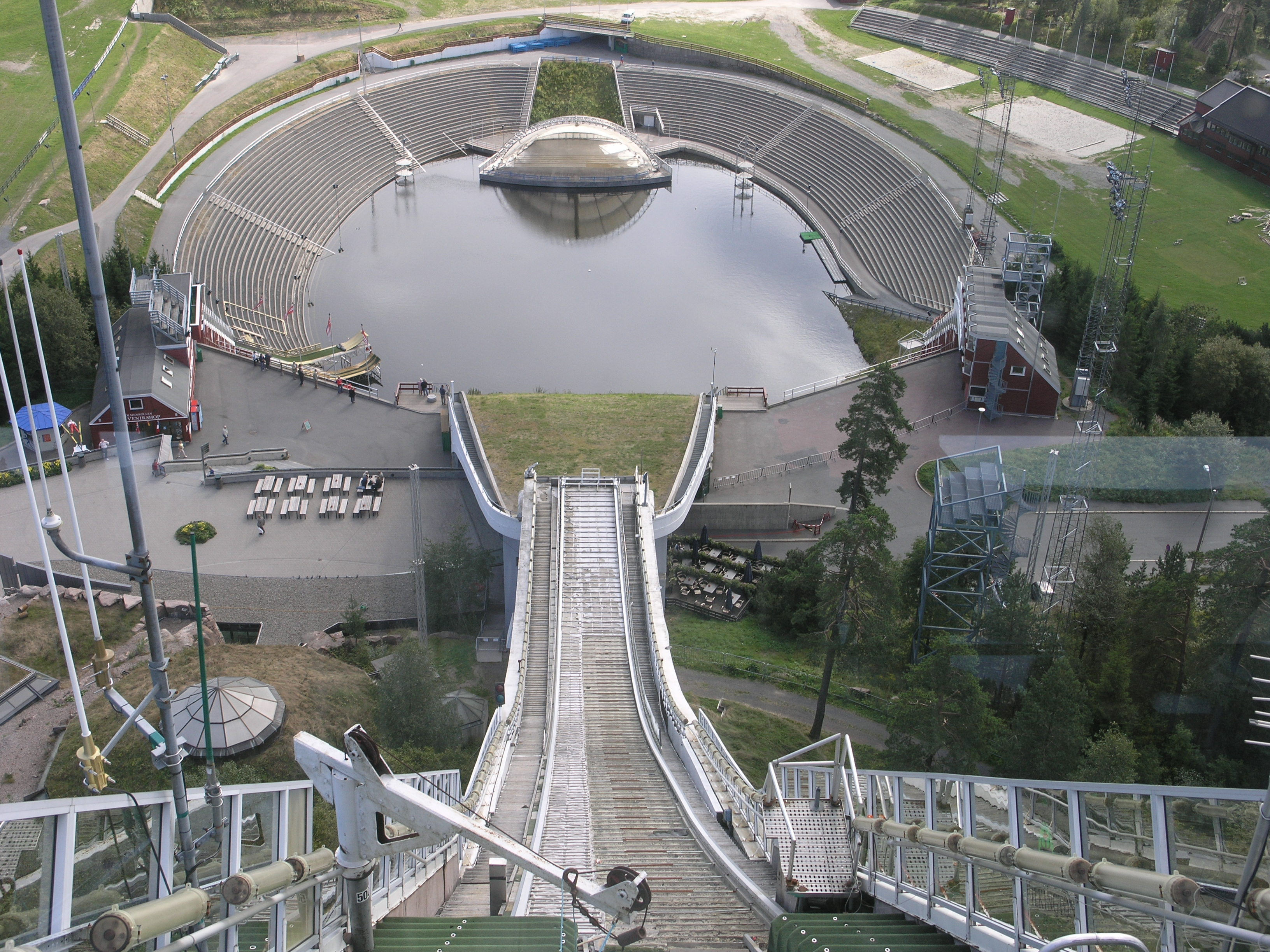
Blick vom Anlaufturm über den Schanzentisch in Oslo (Holmenkollbakken)

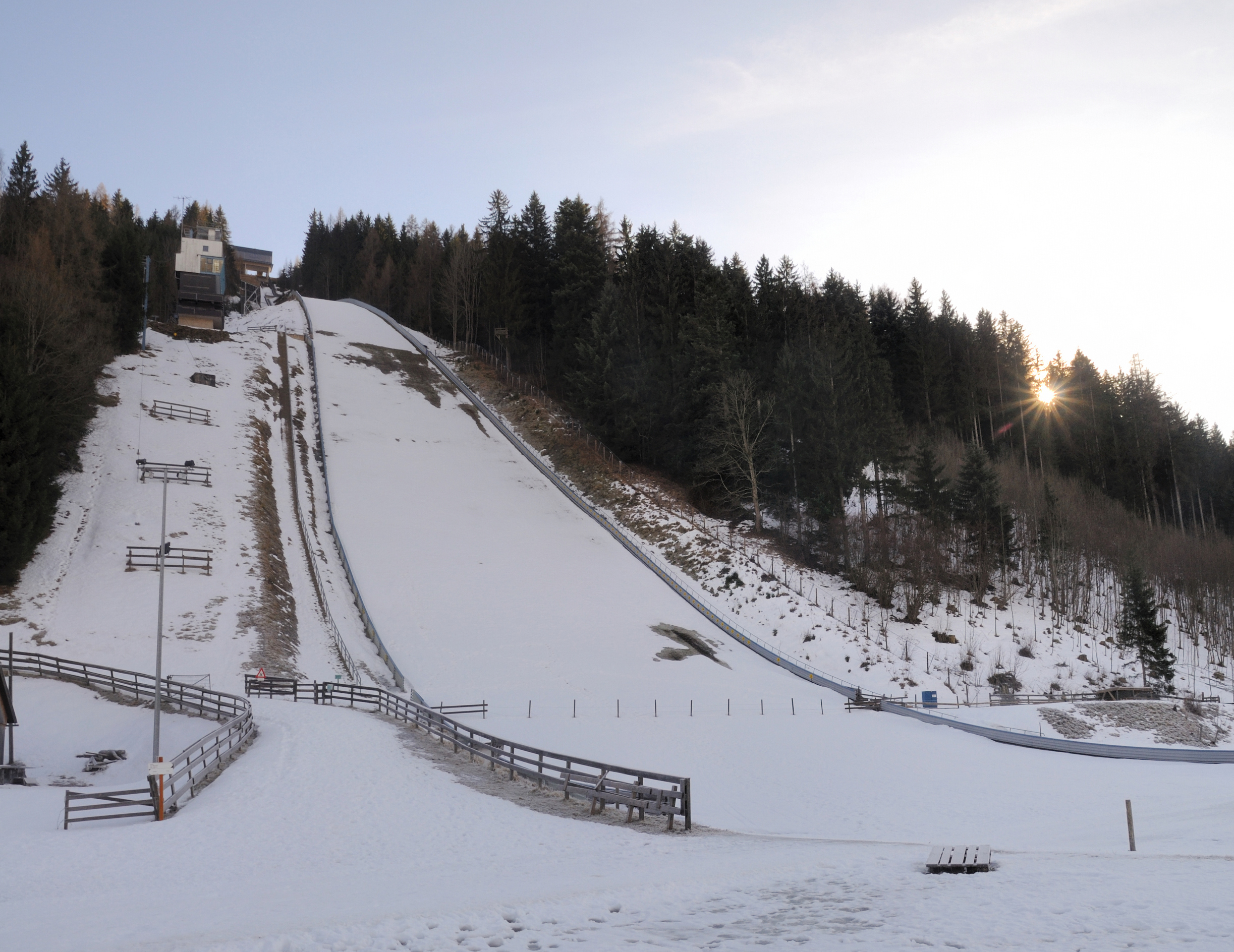
Die Skiflugschanze am Kulm

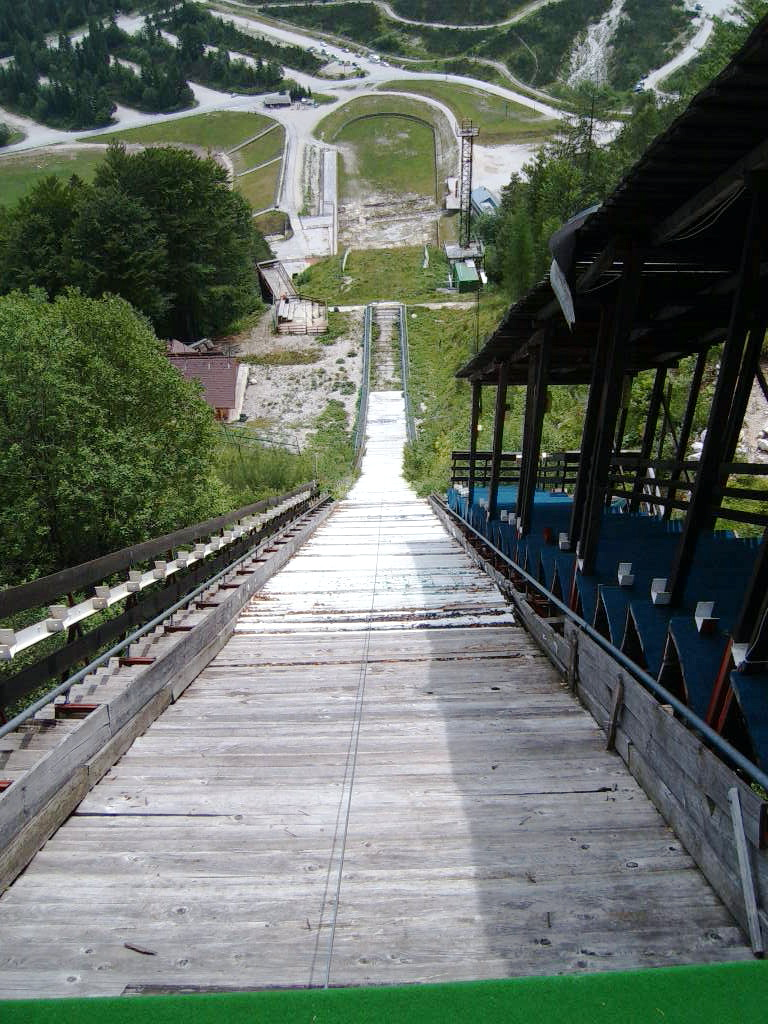
Skiflugschanze in Planica

Sprungschanzen werden in Größenklassen eingeteilt. Bis Sommer 2004 war der Konstruktionspunkt (K-Punkt) das Kriterium der Einteilung, seitdem ist es die Hillsize (englisch, wörtlich „Schanzengröße“). Der Vorläufer der Hillsize war die Juryweite.
|                  | Hillsize   | K-Punkt-Weite |
| ---------------- | ---------- | ------------- |
| Kleine Schanze   | 20–49 m    | 20–45 m       |
| Mittlere Schanze | 50–84 m    | 46–74 m       |
| Normalschanze    | 85–109 m   | 75–99 m       |
| Großschanze      | über 110 m | 100–130 m     |
| Flugschanze      | über 185 m | 145–200 m     |

Normal- und Großschanzen stehen in vielen Ländern, so z. B. auch in China, Korea oder Spanien. Die meisten der vom Ski-Weltverband (FIS) zugelassenen Anlagen liegen jedoch in den traditionellen Wintersportländern Europas sowie in Nordamerika und Japan. In Deutschland gibt bzw. gab es rund 1.500 Skisprungschanzen, davon etwa 40 Normal- und acht Großschanzen.

### Verwendung
Kleine und mittlere Schanzen sind hauptsächlich Trainingsschanzen für Nachwuchsspringer. Erfahrene Springer trainieren auf Normal- und Großschanzen. Im Gegensatz dazu ist das Trainieren auf Flugschanzen außerhalb eines Wettkampfes untersagt. Der Grund dafür ist die enorme Gefahr, die mit der Größe der Schanze ansteigt. Der Skispringer spürt mehr Luftkraft, und die Flugbahnhöhen nehmen meist auch zu, wodurch ein Sturz aus Höhen bis zu sechs Metern auch tödlich enden könnte.
Im Weltcup der Herren wird hauptsächlich auf Großschanzen gesprungen, im Weltcup der Frauen finden Großschanzen und Normalschanzen Verwendung. Die Continental-Cup-Springen finden überwiegend auf Normalschanzen statt.
Dazu gibt es zwei bis vier Skiflugveranstaltungen pro Jahr. Das letzte Weltcupfliegen der Saison findet meist in Planica (Letalnica) statt, in der Woche zuvor die Wettkämpfe in Vikersund (Vikersundbakken) im Rahmen der Raw Air, die weiteren Skiflugereignisse abwechselnd auf den Schanzen in Tauplitz (Kulm) und Oberstdorf (Heini-Klopfer-Skiflugschanze).
Bei Weltmeisterschaften und Olympischen Spielen werden Einzelwettkämpfe auf Normal- und Großschanzen ausgetragen. Alle zwei Jahre findet anstelle einer Weltmeisterschaft auf der Normal- und Großschanze die Skiflug-Weltmeisterschaft auf einer der vier homologierten Skiflugschanzen statt.

### Sprungweiten
Die Sprungweiten sind in erster Linie von der Größe der Schanze abhängig, aber auch von anderen geometrischen Parametern, zum Beispiel Neigung des Schanzentischs und Neigung der Aufsprungbahn. Diese Faktoren sind dafür verantwortlich, welche Weite auf einer Schanzenanlage theoretisch gesprungen werden kann.
Vom Springer abhängige Faktoren für eine große Sprungweite sind die Technik (beim Anlauf, beim Absprung und vor allem im Flug) sowie das Schnellkraftvermögen beim Absprung. Diese beeinflussen die Parameter Anfahrtsgeschwindigkeit, Abflughöhe und aerodynamische Flugqualität, die die Flugbahn primär bestimmen.
Dazu kommen dann noch externe Faktoren wie die Spurbeschaffenheit, die für die Reibung und letztendlich für die Anfahrtsgeschwindigkeit verantwortlich ist, oder der Wind (Richtung und Stärke), der die Flugbahn sekundär beeinflussen kann.

## Skiflugschanzen
Es gibt zurzeit vier Skiflugschanzen, auf denen Weltcupspringen oder Weltmeisterschaften abgehalten werden können:
| Schanze                      | Ort             | Land        | Hillsize | K-Punkt-Weite | Anmerkung                         |
| ---------------------------- | --------------- | ----------- | -------- | ------------- | --------------------------------- |
| Letalnica                    | Planica         | Slowenien   | 240 m    | 200 m         | aktueller Weltrekord: 254,5 Meter |
| Vikersundbakken              | Vikersund       | Norwegen    | 240 m    | 200 m         |                                   |
| Schanze am Kulm              | Bad Mitterndorf | Österreich  | 235 m    | 200 m         |                                   |
| Heini-Klopfer-Skiflugschanze | Oberstdorf      | Deutschland | 235 m    | 200 m         |                                   |

Auf allen vier Schanzen ist bereits wenigstens einmal der Weltrekord im Skifliegen erzielt worden.
Zusätzlich wurden auf der 2014 stillgelegten Čerťák (HS 205) bis dahin regelmäßig Wettkämpfe veranstaltet und zwei Weltrekorde aufgestellt.
Eine weitere Flugschanze ist die Copper-Peak-Schanze (K 160) in Ironwood im US-Bundesstaat Michigan, die jedoch kein aktuelles FIS-Zertifikat besitzt.

## Mattenschanzen

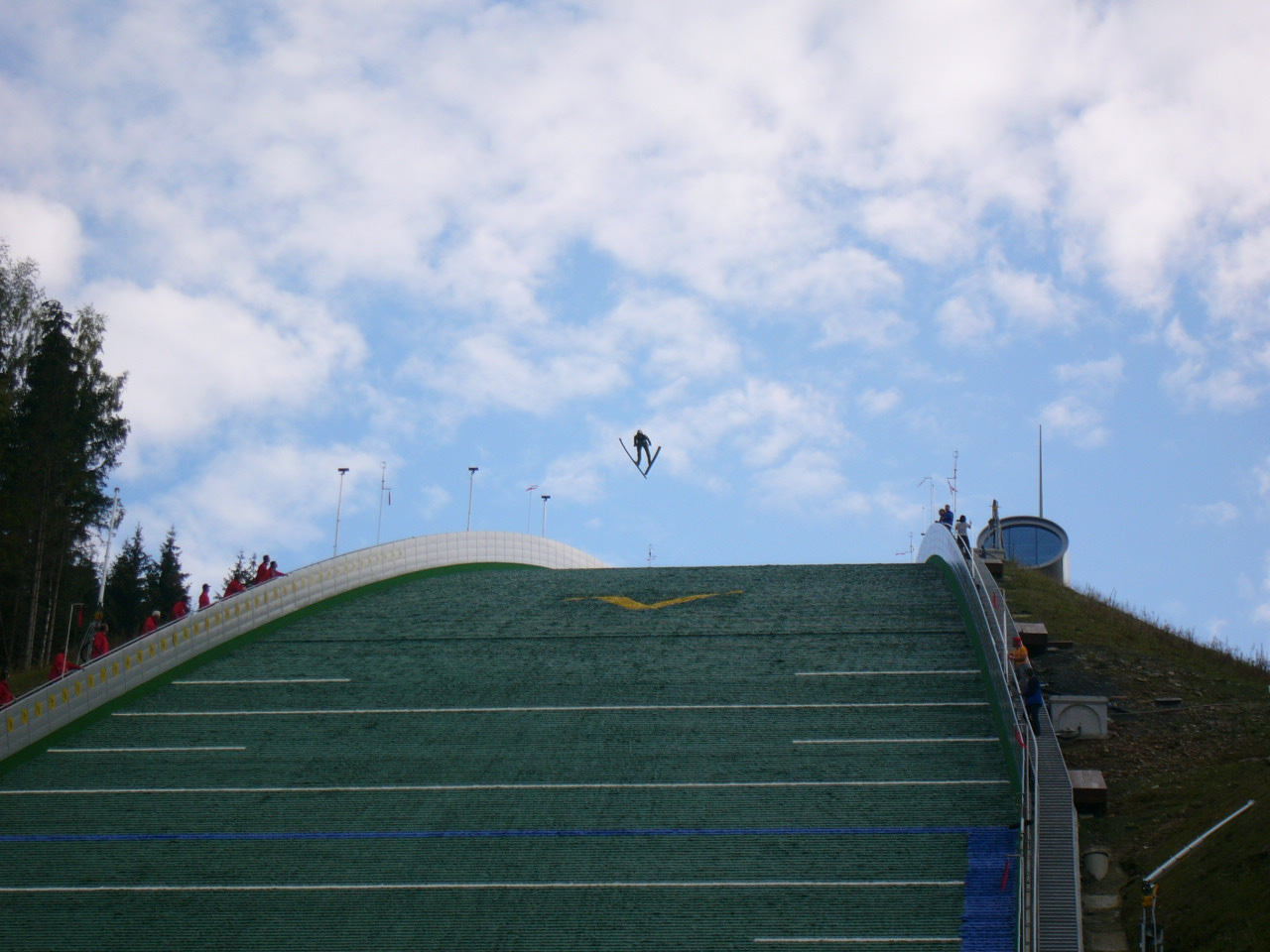
Die mit Matten belegte Vogtland Arena

Mit Matten belegte Schanzen sind auch für den Betrieb im Sommer ohne Schnee geeignet. Der Aufsprungbereich wird mit Kunststoffmatten belegt, die befeuchtet werden und dadurch eine ähnliche Gleiteigenschaft haben wie Schnee. Der Anlauf besteht bei modernen Anlagen aus einer Keramik- oder Porzellanspur.
Zunehmend werden auch sehr große Sprunganlagen mit Matten ausgestattet (z. B. Oberstdorf oder Bischofshofen). Das Skispringen entwickelt sich damit zu einer Ganzjahressportart. Neben den traditionellen Wettbewerben im Winter gewinnen auch Sommerwettbewerbe (z. B. der FIS-Sommer-Grand-Prix) zunehmend an Bedeutung. Die kleinste Mattenschanze in Deutschland ist 8 m hoch, 20 m lang und 3 m breit, die maximale Sprungweite beträgt 8 m. Zur deutschlandweiten Nachwuchsgewinnung ist sie mobil gebaut worden. Sie ist TÜV-geprüft und hat eine Zertifizierung des Deutschen Skiverbandes.

## Bergsprint
Insbesondere Großschanzen und Skiflugschanzen werden – im Sommerhalbjahr
schneefrei – seit 2011 für den Bergsprint Red Bull 400 genutzt. Dieser nach Eigenaussage „steilste“ Bergsprint führt über etwa 400 m Distanz über Auslauf, Schanzentisch und Anlauf, 130–140 Höhenmeter aufwärts, bei einer maximalen Steigung von 75–79 %.

## Freestyle-Schanzen
Auch für Freestyle werden Schanzen verwendet. Diese sind jedoch komplett anderen Typs und werden jeweils vollständig aus angehäuftem Schnee neben einer normalen Skipiste auf eine kleine Geländekuppe gebaut und haben einen Schanzentisch mit steiler Steigung nach oben und steiler Auslaufzone.